# Lionel Cohen, Baron Cohen
Lionel Leonard Cohen, Baron Cohen PC KC (* 1. März 1888 in London; † 9. Mai 1973) war ein britischer Jurist, der zuletzt als Lord of Appeal in Ordinary aufgrund des Appellate Jurisdiction Act 1876 als Life Peer auch Mitglied des House of Lords war.

## Leben

### Studium, Lordrichter und Oberhausmitglied
Cohen, einziger Sohn des Bankiers und Börsenmaklers Sir Leonard Cohen, absolvierte nach dem Schulbesuch ein Studium der Rechtswissenschaften und erhielt 1913 seine anwaltliche Zulassung bei der Rechtsanwaltskammer (Inns of Court) von Inner Temple. Im Anschluss nahm er eine Tätigkeit als Barrister auf und wurde für seine anwaltlichen Verdienste 1929 zunächst Kronanwalt (King’s Counsel) sowie 1934 sogenannter „Bencher“ der Anwaltskammer von Lincoln’s Inn.
1943 wurde er Richter in der Kammer für Wirtschaftssachen (Chancery Division) an dem für England und Wales zuständigen  High Court of Justice und bekleidete dieses Richteramt bis 1946. Zugleich wurde er 1943 zum Knight Bachelor geschlagen und führte seither den Namenszusatz „Sir“. Während dieser Zeit wurde er im Juni 1943 von Hugh Dalton, dem damaligen Präsidenten des Board of Trade, zum Vorsitzenden einer Kommission zur Überarbeitung des Gesellschaftsrechts (Company Law Amendment Commission) ernannt. Der 1945 vorgelegte Abschlussbericht dieser Kommission trägt auch die nach ihm benannte Bezeichnung Cohen Report.
Nach Beendigung dieser Richtertätigkeit erfolgte 1946 seine Berufung zum Richter (Lord Justice of Appeal) am Court of Appeal, dem für England und Wales zuständigen Appellationsgericht, an dem er bis 1951 tätig war. Daneben wurde er 1946 auch zum Privy Councillor ernannt. Zugleich übernahm er 1946 das Amt des Vorsitzenden der Royal Commission on Awards to Inventors, eine Kommission, die sich mit Beschwerden und Schadensersatzansprüchen von Wissenschaftlern befasste, deren Erfindungen während des Zweiten Weltkrieges militärisch genutzt wurden.
Zuletzt wurde Cohen durch ein Letters Patent vom 12. November 1951 aufgrund des Appellate Jurisdiction Act 1876 als Life Peer mit dem Titel Baron Cohen, of Walmer in the County of Kent, zum Mitglied des House of Lords in den Adelsstand berufen und wirkte bis zu seinem Tod 1973 als Lordrichter (Lord of Appeal in Ordinary). Lord Cohen, der 1953 auch Vorsitzender des College-Ausschusses des University College London und 1954 auch Schatzmeister der Anwaltskammer von Lincoln’s Inn war, fungierte darüber hinaus 1954 als Präsident der nach ihm benannten Cohen-Kommission, die die Absturzursachen von Verkehrsflugzeugen des Typs De Havilland DH.106 Comet untersuchte.

### Bedeutende Urteile als Lordrichter
Während seiner Amtszeit als Lordrichter wirkte er bei einigen Entscheidung mit wie zum Beispiel:
- Candler v Crane, Christmas & Co (1951): In diesem Verfahren aus dem Tort Law kam es zu einem bedeutenden abweichenden Urteil des einflussreichen Lordrichters Alfred Denning, Baron Denning, der für die Begründung einer Fürsorgepflicht für fahrlässige Aussagen eintrat.
- Boardman v Phipps (1966): In diesem Verfahren aus dem Trust Law kam es zu einem Grundsatzurteil bezüglich der Loyalitätspflicht sowie der Pflicht zur Vermeidung von Interessenkonflikten.